# Baró de Charlus
Palamède de Guermantes, baró de Charlus, és un personatge de l'obra de Marcel Proust A la recerca del temps perdut.
Els altres personatges li atribueixen una sèrie de malnoms: és Mémé per als íntims, Taquin le superbe per a la seva cunyada, la meva petite geule per a Jupien o encara l'homme enchaîné (l'home encadenat) per als brivalls d'un bordell. És un lector de Balzac qui en part inspirà Proust pel seu Vautrin.
Palamède XV de Guermantes és el germà petit del duc de Guermantes. Hauria de portar el títol de príncep dels Laumes, però, «amb una aparent senzillesa on hi ha molt orgull», no porta més que el de baró de Charlus; és també «duc de Brabant, damoiseau de Montargis, príncep d'Oléron, de Carency, de Viareggio i dels Dunes» i membre de l'orde de Malta i del Jockey Club (del qual serà exclòs fruit d'una vida massa escandalosa). És de la família dels ducs de Guermantes, els membres de la qual apareixen en nombroses ocasions en les pàgines de La Recerca. Porta el nom de "Palamède", com els reis de Sicília, els seus avantpassats.
M. de Charlus és:
- germà de Basin, duc de Guermantes

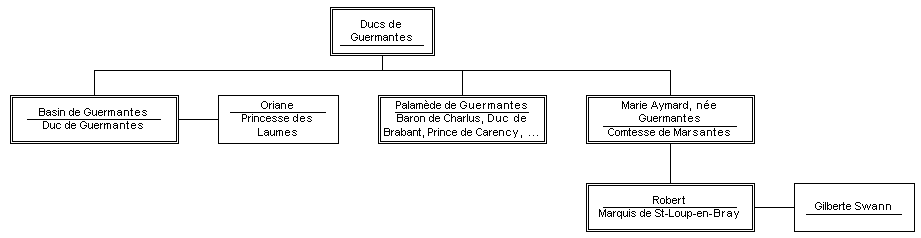
Genealogia dels Ducs de Guermantes

- germà de la comtessa Marie-Aymard de Marsantes, la mare de Robert de Saint-Loup
- cosí de Gilbert, el príncep de Guermantes
- nebot de la Marquesa de Villeparisis
- cosí del rei de Hanovre
- oncle de Robert de Saint-Loup

Aristòcrata parisenc, amb molta visibilitat dins l'elevada societat del faubourg Sant-Germain, M. de Charlus és un home cultivat, amb gustos refinats i amb una assumida pietat. Vidu, nascut als anys 1850, té una quarantena d'anys quan el narrador el troba. Antidreyfusard convençut, no es mostra, tanmateix, antisemita llevat que quan això li permet d'amagar la seva verdadera naturalesa. Personatge pintoresc, és descrit com "una mica boig" per la seva cunyada Oriane, la duquessa de Guermantes ; és conegut per la seva violència i el seu mal temperament; aquí, Proust s'inspira sens dubte en Sant-Simon, conegut per a les seves terribles còleres i les seves pretensions de gran senyor. Però aquesta violència inexplicable, que l'enfrontarà a poc a poc amb tots els seus coneguts i l'exclourà del faubourg Sant-Germain, és ben segur el símptoma més evident de l'homosexualitat turmentada del Baró.
Models: Els probables models de M. de Charlus serien Robert de Montesquiou, per al seu aspecte general, el seu orgull,la seva insolència i els seus dons artístics ; el baró Doazan, empolvorat i inflat, enamorat d'un violinista polonès; el comte Aimery de la Rochefoucauld, conegut per la seva morgue i la duresa de les seves paraules; el pertorbador Oscar Wilde; Edouard de la Rochefoucauld-Doudeauville, duc de Bisaccia; i en part el mateix Marcel Proust. Certs autors citen igualment el mariscal Lyautey o Charlus, el rei del cafè-concert. La seva vellesa està inspirada pel príncep de Sagan que, com ell, ha d'anar en cadira de rodes, després d'un atac.

## Intèrprets en adaptacions cinematogràfiques
- Tom Aldredge a Ten Blocks on the Camino Real, adaptació televisiva de l'obra de Tennessee Williams, per Jack Landau (anglès) (1966)
- Alain Delon a Un amour de Swann de Volker Schlöndorff (1984)
- John Malkovich a Le Temps retrouvé de Raoul Ruiz (1999)
- Didier Sandre a À la recherche du temps perdu de Nina Companeez (2011)